# Agilulf
Agilulf je bil torinski vojvoda in od leta 591 do svoje smrti kralj Langobardov,  * okrog 555, † april 616, Milano, Langobardsko kraljestvo.

## Življenje
Agilulfa so za kralja izvolili po smrti njegovega predhodnika Autarija na predlog  krščanske kraljice in Autarijeve vdove Teodelinde, s katero se je kasneje poročil.  Kraljeve dolžnosti je prevzel na začetku novembra 590, slavnostna umestitev na kraljevi položaj, ki so jo opravili njegovi vojaki s tradicionalnim  dvigom na ščitu, pa je bila maja 591 v Milanu.
Po poroki se je dal na ženino željo krstiti, njegovemu zgledu pa so sledili njegovi podložniki. Sprejel je arijansko in ne katoliško krščanstvo.  Leta 603 je pod ženinim vplivom opustil arijanstvo in se spreobrnil v katoliško vero. Hkrati je dal krstiti  tudi svojega sina Adaloalda.  Z ženo sta v Monzi zgradila in opremila stolnico, v kateri sta še vedno shranjeni  železna krona Langobardov in krona z napisom  rex totius Italiae (kralj cele Italije), posvečena svetemu Janezu, s katero je bil kronan Agilulf. 
Njegovo dolgo vladavino je zaznamovala ustavitev vojne s Franki, katere glavni mirovnik, burgundski kralj  Guntram, je leta 592 umrl.  Njegovi nasledniki so se spustili v državljansko vojno, ki je skozi celo Agilulfovo vladavino preprečevala  enoten napad Frankov na Langobardsko kraljestvo. S premirjem, ki ga je papež dosegli na pogajanjih leta 598, se je za nekaj časa končalo tudi trideset let trajajoče langobardsko nasilje nad Rimom, zato se je Agilulf obrnil proti Bizantinskemu cesarstvu. V tem času je utrdil moč Langobardov in svoje kraljestvo razširil z osvojitvijo Sutrija in Perugie, umbrijskih mest v Ravenskem eksarhatu. Z Bavarci, od koder je bila doma njegova žena, je vzdrževal  prijateljske odnose. Vojskoval se je tudi z Avari in Slovani in leta 598 s pomočjo papeža Gregorja I.  sklenil premirje z bizantinskim cesarjem Mavricijem. Naslednje leto je ravenski eksarh Kalinik prelomil premirje z ugrabitvijo hčerke langobardskega kralja. Leta 602 je izbruhnila vojna, v kateri je bizantinski cesar  Fokas izgubil Padovo, katero je Autari že nekaj let pred tem odrezal od eksarhata. Z izgubo Padove je bila odrezana tudi Mantova, ki je še isto leto padla v Agilulfove roke. 
Leta 606 je burgundski kralj Teoderik II. na pobudo svoje stare matere Brunhilde in sestre Teodilane preklical poroko s hčerko vizigotskega kralja Viterika in jo brez vračila dote poslal nazaj k očetu, zato je Viterik leta 607 proti njemu sklenil četverno zavezništvo, v katerem so bili poleg njega še Teodebert II. Avstrazijski, Klorar II. Nevstrijski in Agilulf.  Zgleda, da zavezništvo  ni bilo uspešno, saj so se vojske spopadle samo enkrat, verjetno v okolici  Narbonne. 
Leta 605 je Agilulfa priznal bizantinski cesar Fokas, mu plačal davek in mu, med drugim, odstopil tudi Orvieto. Perzijske vojne so pozornost Bizantincev usmerile proti vzhodu in dale Agilulfu v zadnjem desetletju kraljevanja nekaj oddiha. V tem času je zatrl nekaj uporov in se vojskoval z Avari, ki so stalno vdirali v Furlanijo in leta 610 ubili njenega vojvodo Gizulfa. Sicer pa se njegova vladavina končala mirno. Umrl je leta 616 po več kot četrt stoletja dolgi vladavini. Nasledil ga je njegov in Teodelindin sin Adaloald, ki je bil še mladoleten. Imel je tudi hčerko Gundebergo, poročeno s kasnejšim langobardskim kraljem Arioaldom.